# Clavelina neapolitana
Clavelina neapolitana är en sjöpungsart som beskrevs av author unknown. Clavelina neapolitana ingår i släktet Clavelina och familjen klungsjöpungar. Inga underarter finns listade i Catalogue of Life.